# Cima Grostè
Cima Grostè (2901 m n. m.) je hora ve Východních Alpách v severní Itálii v provincii Trentino. Je součástí horské skupiny Brenta. Tvoří severní hranici centrální skupiny tohoto pohoří. Je také jižním okrajem širokého sedla Passo Grostè v opozici mohutné Pietry Grande na severním okraji průsmyku. Jako krajní a rozlehlý objekt je nejvýraznějším prvkem horské skupiny Grostè. Rozlehlé temeno hory je skloněno ve stejném směru jako temeno nejvyšší hory skupiny Grostè Cima Falkner, což prokazuje stejný mateřskou geologickou vrstvu. Stejně jako Cima Falkner je i Cima Grostè z většiny směrů snadno dostupná, na jihozápadě však spadá strmou 400 m vysokou stěnou do štěrkovité pánve ledovce Vallesinella.

## Historie

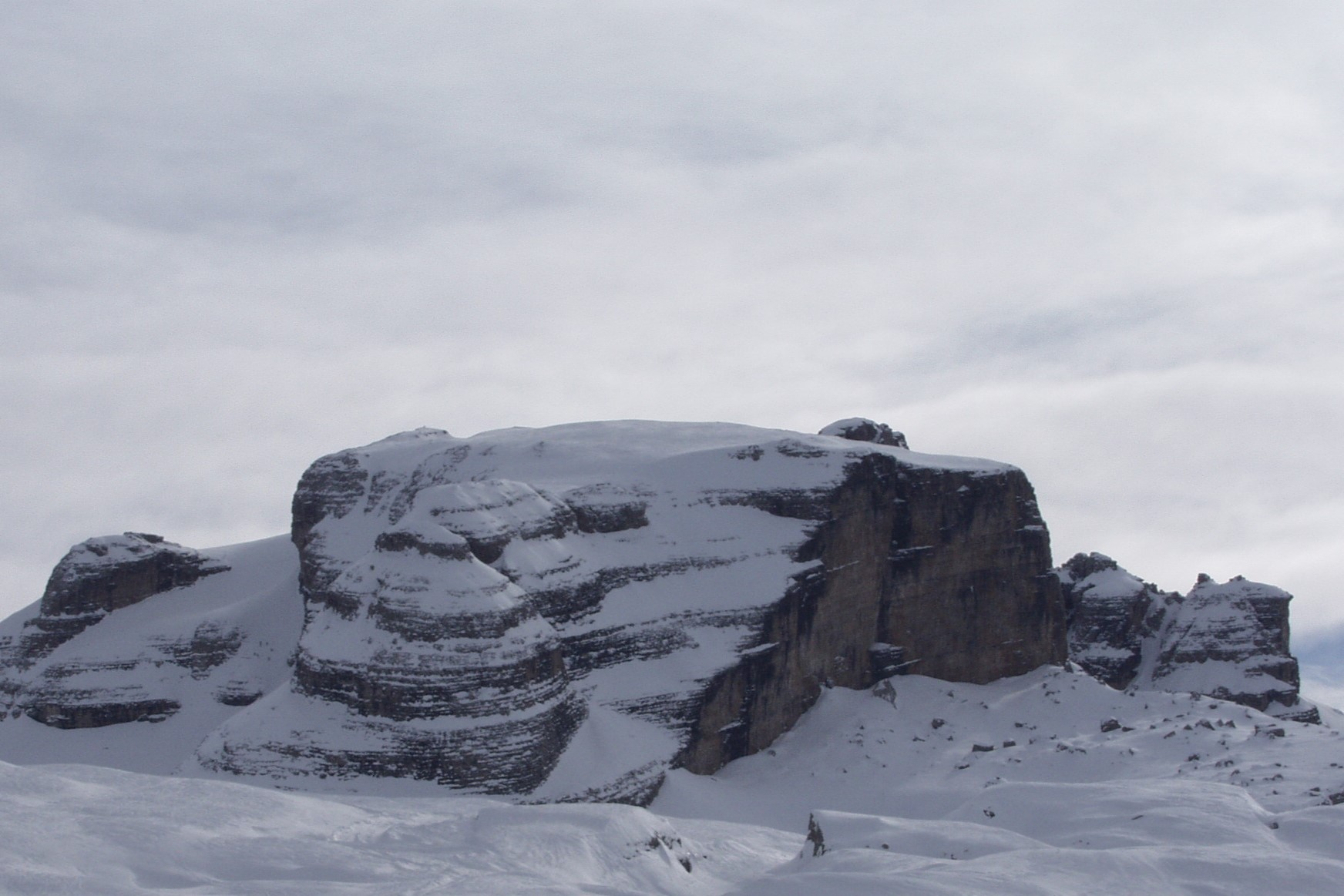
Cima Grosté v zimní variantě

Na vrchol se mohli dostat už pravěcí lovci, prvním zdokumentovaným výstupem je výstup bratrů Orazia a Alberta Falknerových v létě 1882. Kolmá jihozápadní stěna později umožnila scénáře nejnáročnějších výstupů. Oblast průsmyku Grostè byla oblíbena u milovnice pěší turistiky císařovny Alžběty Bavorské, neboť nadmořská výška sedla 2 442 metrů je dostupná pěším, byť náročným způsobem. V období rozvoje zimních sportů byla ve 20. století k sedlu Grostè vybudována lanovka a v nadmořské 2261 metrů zde  vznikla chata Rifugio Graffer. Tak se Cima Grostè ocitla v blízkosti snadno dostupného výchozího bodu. Následkem toho se její úpatí stalo prostorem pro křižovatku frekventovaných turistických cest.